# Richard Cosway
Richard Cosway (ur. 5 listopada 1742 w Tiverton, zm. 4 lipca 1821 w Edgware (obecnie w granicach Londynu) – angielski malarz miniaturzysta.

## Życiorys
Już w najmłodszych latach wykazywał talent malarski. Został wysłany przez wuja do Londynu, gdzie został uczniem Thomasa Hudsona (uczył się od niego malarstwa olejnego). W 1771 został członkiem Akademii Królewskiej (Royal Academy of Arts), a w 1782 nadwornym malarzem księcia Walii (późniejszego króla Jerzego IV). Malował obrazy o tematyce religijnej i mitologicznej, a przede wszystkim portrety sławnych osób (olejne, akwarelowe, szkice ołówkowe podmalowane olejno) o precyzyjnym rysunku i delikatnych laserunkach. Od 1781 był żonaty z Marią Hadfield, także malarką miniaturzystką.